# Anderson Knoll
Anderson Knoll är en kulle i Antarktis. Den ligger i Östantarktis. Nya Zeeland gör anspråk på området. Toppen på Anderson Knoll är 960 meter över havet.
Terrängen runt Anderson Knoll är huvudsakligen kuperad, men norrut är den platt. Trakten är obefolkad. Det finns inga samhällen i närheten.